# Jürgen Pansow

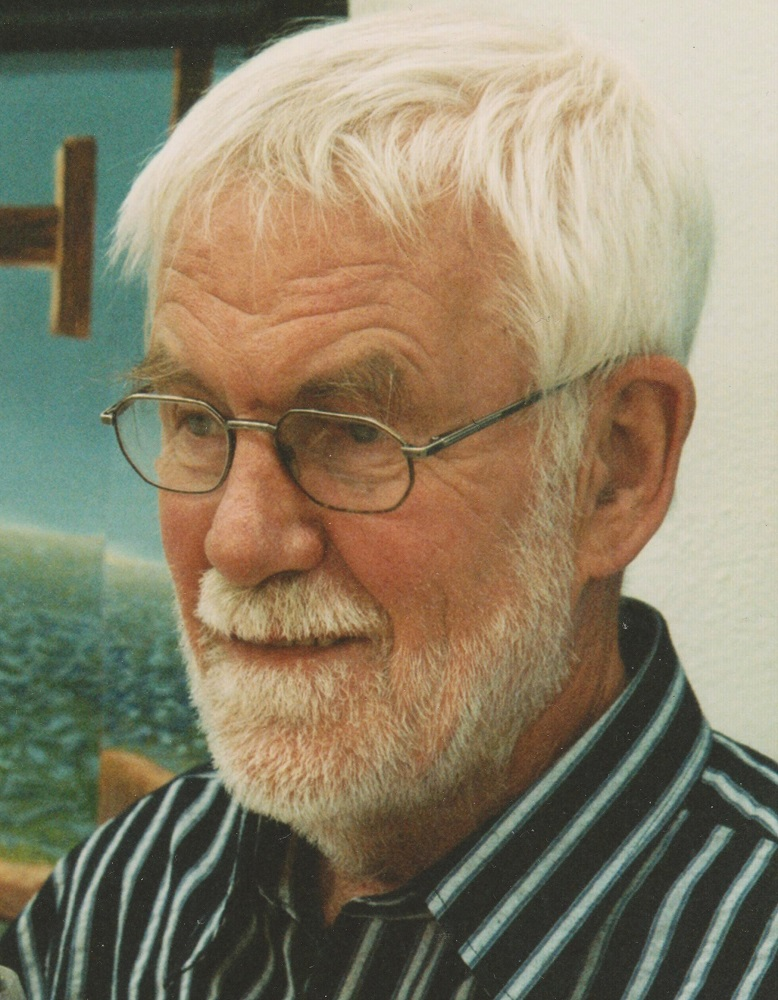
Jürgen Pansow

Jürgen Pansow (* 15. Juli 1939 in Greifswald (Vorpommern); † 23. März 2010 in Berlin) war ein deutscher Grafiker, Maler und Bildhauer.

## Leben
Der Nachkomme einer vorpommerschen Patrizierfamilie aus Stralsund wurde in der Zeit zwischen Zweitem Weltkrieg und Wiedervereinigung Deutschlands geprägt; durch seine Reisen in die Republiken der Sowjetunion, Frankreich und Nordamerika, sowie durch den Besuch der Antiken Stätten in Ägypten, Griechenland und Italien.
Er machte nach dem Abitur 1946 eine Lehre zum Stahlschiffsbauer. Danach studierte er an der Schiffbautechnischen Fakultät der Universität in Rostock. Seine starke Neigung zur Kunst und sein Geschick zum Gestalten war größer als der Wunsch, auf einer Werft zu arbeiten. 1962 studierte Pansow Gebrauchs-Grafik an der Fachschule für angewandte Kunst. Anschließend, 1966, nahm  er eine Stelle als Grafiker beim Verlag Tribüne in Berlin an. Von 1972 bis 1976 studierte er Bildhauerei an der Kunsthochschule Berlin-Weißensee  bei Karl-Heinz Schamal, Wilfried Fitzenreiter und Werner Stötzer.

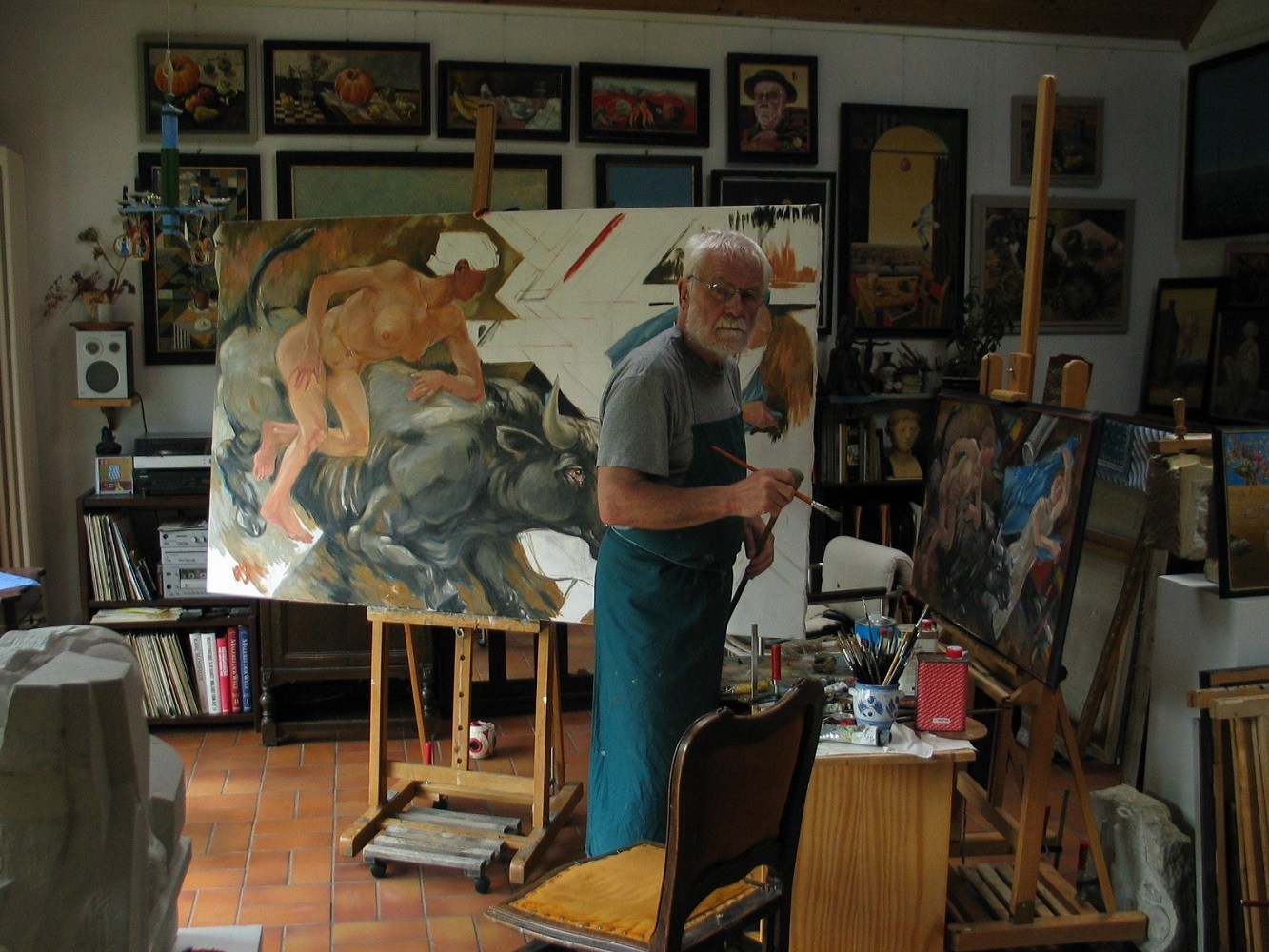
Jürgen Pansow in seinem Atelier

1977 wurde er Meisterschüler an der Akademie der Künste bei Wieland Förster und Theo Balden an der Kunsthochschule in Berlin-Weißensee.
Seit 1980 war er freischaffend als Bildhauer und Maler in Berlin tätig. Er schuf Plastiken für den öffentlichen Raum, so die Pietà (1978) in der Klosterstraße in Berlin-Mitte und die Große Laufende.
Pansow war bis 1990 Mitglied des Verband Bildender Künstler der DDR.
Verheiratet war er in erster Ehe mit Emerita Pansowová  (Sohn Till Pansow), in zweiter Ehe mit Renate Nürnberg geborene Hartmann.

## Werk

### Prinzipielles
Pansows Werke, Bilder sowie Plastiken, sind durch Realismus und Abstraktion, die stark zum Surrealismus tendieren, geprägt. Die realistischen Bilder, in denen Jürgen Pansow den Versuch unternahm, Gestalten und Symbole aus Mythen und Religionen mit seiner Weltsicht zu verbinden. Es kommt zu ungewöhnlichen Ergebnissen, die vom Betrachter zu entschlüsseln sind.
Auf der anderen Seite malte er liebenswürdige Stillleben, die er manchmal mit einer Landschaft verband. Diese Stillleben sind mit großer Freude am Detail ausgeführt. Das Collagenhafte interessierte ihn. Nach der politischen Wende wandte er sich mehr der Malerei zu. Aus dieser Zeit stammen großformatige Bilder, die so gut wie nie der Öffentlichkeit zugänglich waren.

### Bilder
Er schrieb am 9. Dezember 2008: „Eigentlich liegt mir diese Art von Galgenhumor nicht. Wir leben schon in einer Zeit mit surrealistischen Auswucherungen, die meinem heutigen Empfinden nahe kommt.“<
Neben seinen Gemälden illustrierte Pansow zahlreiche Bücher und Zeitschriften.

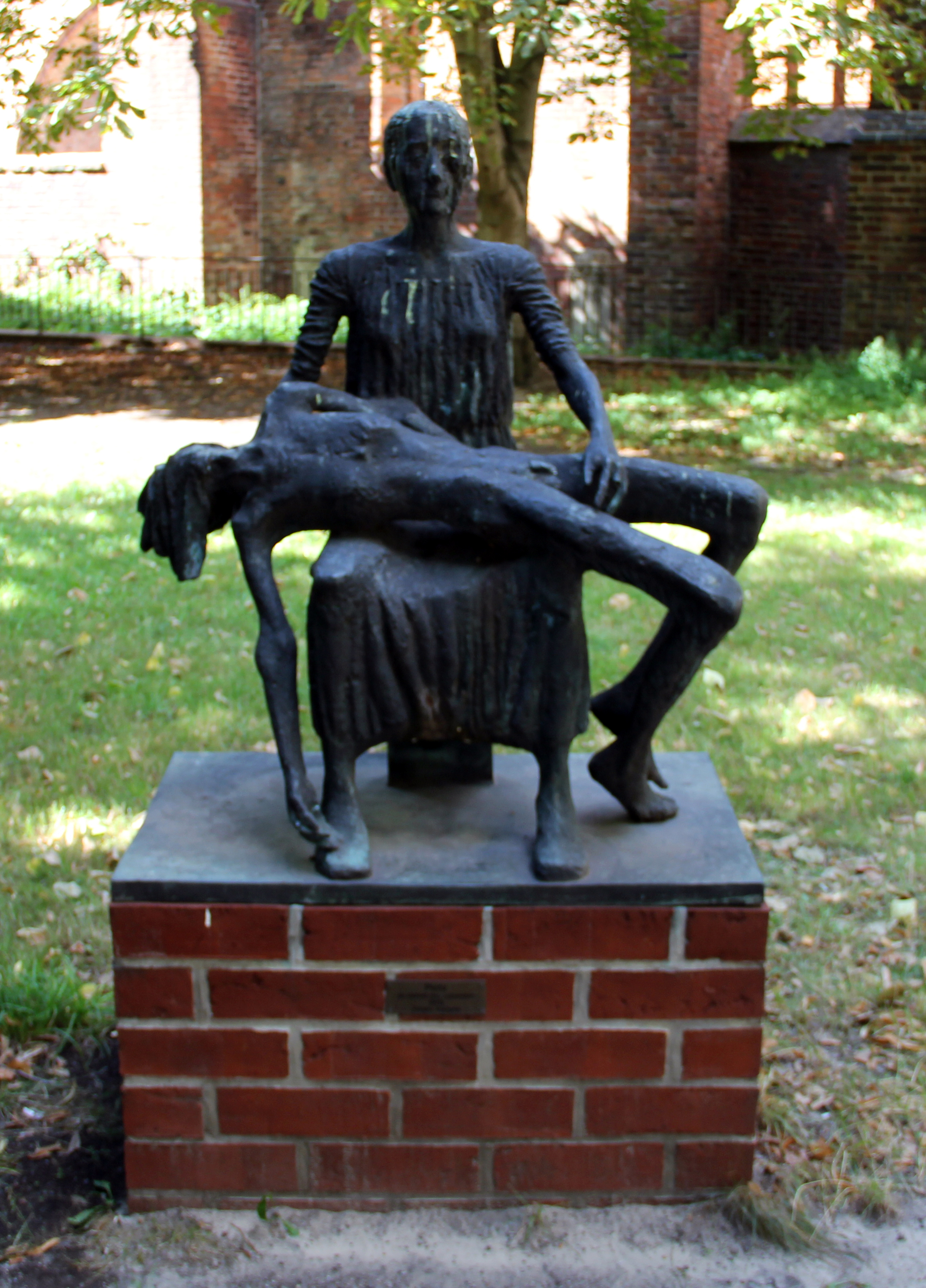
Skulptur Pieta Berlin-Mitte

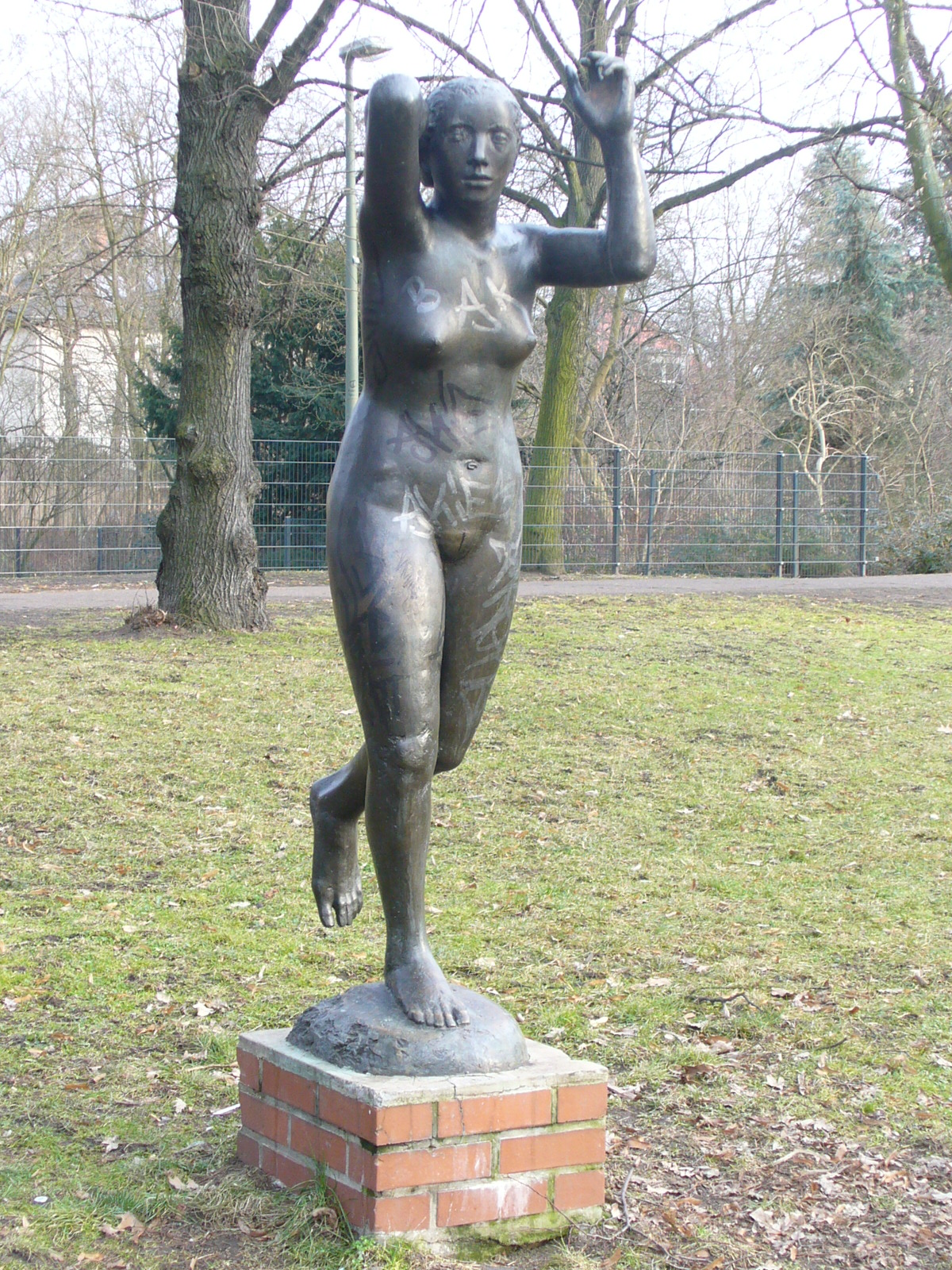
Große Laufende in Berlin-Karlshorst

### Plastiken (Auswahl)
- Pietà, 1978, Klosterstraße, neben der Ruine der Franziskaner-Klosterkirche
- Erwachende, 1984, Springpfuhl
- Stehender, 1985, Mehrower Allee 36, auf der Anhöhe
- Büste Anton Saefkow 1986, in der Anton-Saefkow-Bibliothek
- Zwiesprache, 1987, Fennpfuhl
- Große Laufende, 1989, Rheinsteinpark
- Peter, Plastik im Tierheim Berlin

## Auszeichnungen und Ehrungen
- 1975 Kurt-Schumann-Preis der KHB

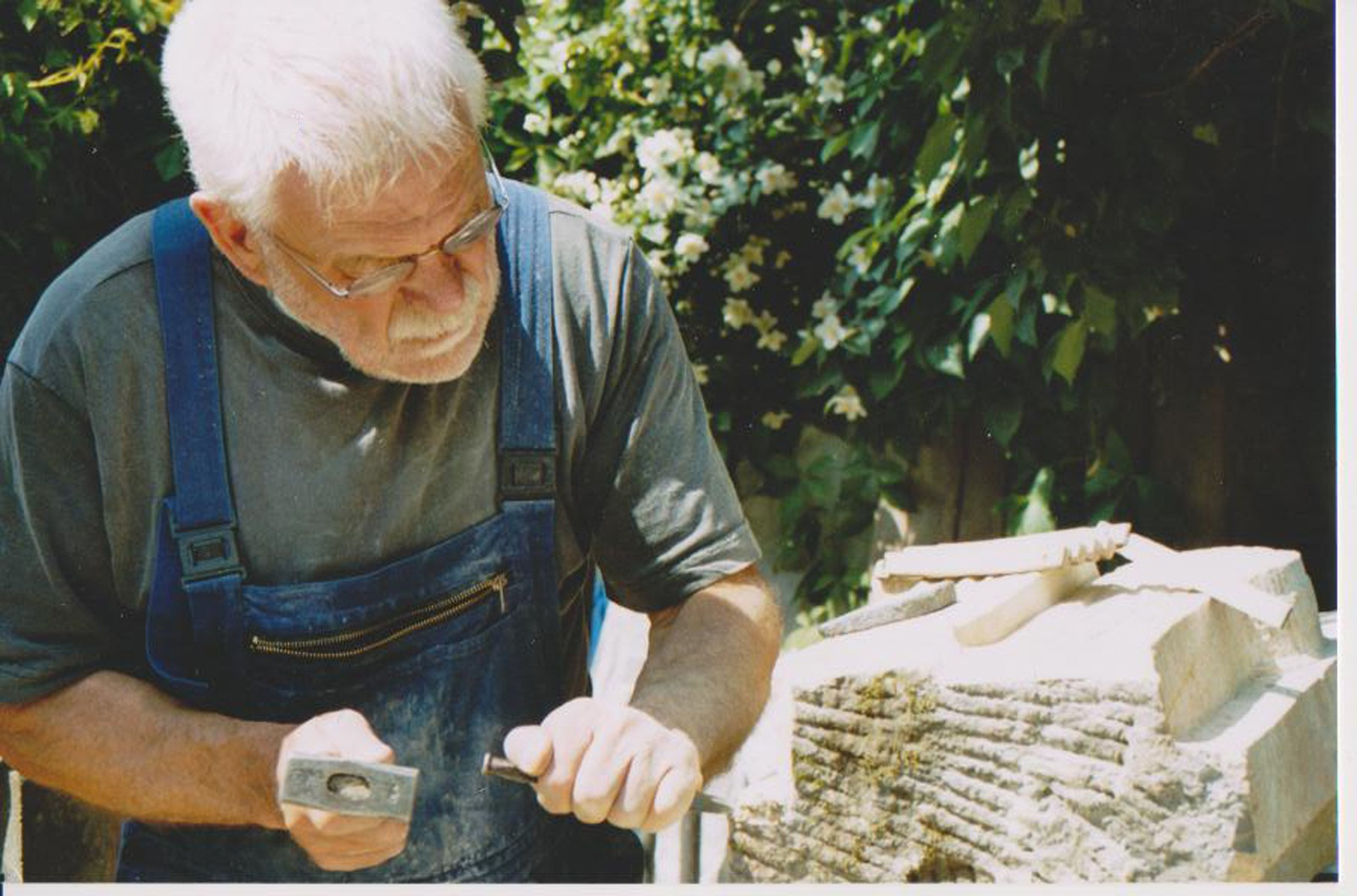
Jürgen Pansow bei der Arbeit

- 1984 Goethe-Preis der Stadt Berlin
- 2007 Verleihung Preis der Schorfheide

## Ausstellungen (unvollständig)

### Einzelausstellungen
- 1992 Ausstellung in der Marienkirche Greifswald
- 1995 Galerie Passage, Berlin
- 1996 Galerie Ost Art, Berlin
- 2004 Galerie Oswald am Neuen Palais, Potsdam
- 2007 Art House am Werbellinsee
- 2011 Malerei und Skulpturen, Galerie 100, Berlin-Alt-Hohenschönhausen

### Beteiligung an wichtigen zentralen und regionalen Ausstellungen in der DDR
- 1981, 1983, 1986 und 1989: Berlin, Bezirkskunstausstellungen
- 1981: Berlin, Akademie der Künste („11 Meisterschüler“)
- 1982: Berlin, Treptower Park („Plastik und Blumen“)
- 1987: Dresden, Galerie Rähnitzgasse („Wirklichkeit und Bildhauerzeichnung“)